# نجلاء بنت محمد العور
نجلاء بنت محمد العور وزيرة إماراتية سابقة، تولت منصب وزير في «وزارة تنمية المجتمع» في دولة الإمارات العربية المتحدة في فبراير 2016 وحتى أكتوبر 2017. وكانت واحدة من ثماني نساء في تشكيل مجلس الوزراء بالإمارات، وهو أعلى عدد من النساء الأعضاء في مجلس الوزراء في العالم العربي. وتولت قبل ذلك منصب الأمين العام لمجلس الوزراء الإماراتي منذ مارس 2006.

## التعليم
حصلت على درجة البكالوريوس في تكنولوجيا المعلومات في جامعة الإمارات العربية المتحدة. درست إدارة الإعمال في كلية إدارة الأعمال في لندن.

## المسيرة المهنية
ساعدت نجلاء في تطوير مكتب الشؤون القانونية في الأمانة العامة لمجلس الوزراء. وساعدت في تأسيس المكتب التنفيذي للشيخ محمد بن راشد آل مكتوم وعملت على تأسيس أمانة المجلس التنفيذي في دبي. من مارس 2006 إلى فبراير 2016 ، كانت هي الأمين العام لوزارة شؤون مجلس الوزراء. في عام 2011، عملت في مجالس إدارة المعاشات العامة، وهيئة الضمان الاجتماعي، ولجنة الانتخابات الوطنية. في عام 2014، عملت في اللجنة العليا للمناهج الوطنية والأدوات التعليمية. في فبراير 2016 أصبحت وزيرة تنمية المجتمع. ساعدت في تأسيس برنامج «إعداد». كما عملت في مجالس إدارة مؤسسة دبي للمرأة ومؤسسة دبي للمرأة. وقد احتلت المركز الثاني والثلاثين ضمن قائمة فوربس لأكثر 200 أمرأة نفوذًا في الشرق الأوسط لعام 2014. كما شاركت في تأسيس المجلس الاستشاري لأصحاب الهمم، ويضم في عضويته أفراداً معنيين بتقديم المشورة والرأي لتحقيق أهداف السياسة الوطنية لتمكين أصحاب الهمم في حكومة دولة الإمارات العربية.